# Welikaja (Beringmeer)
Die Welikaja (russisch Великая, Большая Великая (Bolschaja Welikaja, Große Welikaja), Онемен (Onemen)) ist ein Zufluss des Beringmeers im Autonomen Kreis der Tschuktschen im äußersten Osten von Sibirien.
Die Welikaja entsteht im Korjakengebirge am Zusammenfluss seiner Quellflüsse Kylwygeiwaam (Кыльвыгейваам) und Kuimweiem (Куимвеем). Sie fließt in überwiegend nordöstlicher Richtung durch den südlichen Bereich des Anadyrtieflands. Dabei bildet sie mehrere kleinere Seitenarme. Die Welikaja mündet schließlich westlich der Stadt Anadyr in die Onemen-Bucht (залив Онемен), einer südlichen Seitenbucht des Anadyr-Ästuars.
Die Welikaja hat eine Länge von 451 km (mit Quellfluss Kylwygeiwaam sind es 556 km). Ihr Einzugsgebiet umfasst 31.000 km². Die Welikaja ist zwischen Oktober und Ende Mai eisbedeckt.